# Прері-дю-Шин (Вісконсин)
Прері-дю-Шин (англ. Prairie du Chien) — місто (англ. city) в США, в окрузі Кроуфорд штату Вісконсин. Населення — 5506 осіб (2020).

## Географія
Прері-дю-Шин розташоване за координатами 43°2′37″ пн. ш. 91°8′20″ зх. д. / 43.04361° пн. ш. 91.13889° зх. д. (43.043635, -91.138762).  За даними Бюро перепису населення США в 2010 році місто мало площу 16,47 км², з яких 14,57 км² — суходіл та 1,89 км² — водойми.

## Демографія
Згідно з переписом 2010 року, у місті мешкало 5911 осіб у 2386 домогосподарствах у складі 1367 родин. Густота населення становила 359 осіб/км².  Було 2594 помешкання (158/км²).
Расовий склад населення:
| - 93,6 % — білих - 4,5 % — чорних або афроамериканців - 0,4 % — корінних американців - 0,3 % — азіатів |

До двох чи більше рас належало 0,9 %. Частка іспаномовних становила 1,2 % від усіх жителів.
За віковим діапазоном населення розподілялося таким чином: 21,6 % — особи молодші 18 років, 60,1 % — особи у віці 18—64 років, 18,3 % — особи у віці 65 років та старші. Медіана віку мешканця становила 41,4 року. На 100 осіб жіночої статі у місті припадало 110,2 чоловіків;  на 100 жінок у віці від 18 років та старших — 110,5 чоловіків також старших 18 років.
Середній дохід на одне домашнє господарство  становив 49 881 долар США (медіана — 37 887), а середній дохід на одну сім'ю — 66 283 долари (медіана — 51 901). Медіана доходів становила 41 978 доларів для чоловіків та 29 868 доларів для жінок. За межею бідності перебувало 15,5 % осіб, у тому числі 20,4 % дітей у віці до 18 років та 13,2 % осіб у віці 65 років та старших.
Цивільне працевлаштоване населення становило 2417 осіб. Основні галузі зайнятості: освіта, охорона здоров'я та соціальна допомога — 22,8 %, роздрібна торгівля — 21,9 %, виробництво — 14,8 %, мистецтво, розваги та відпочинок — 9,5 %.